# 岐阜県博物館

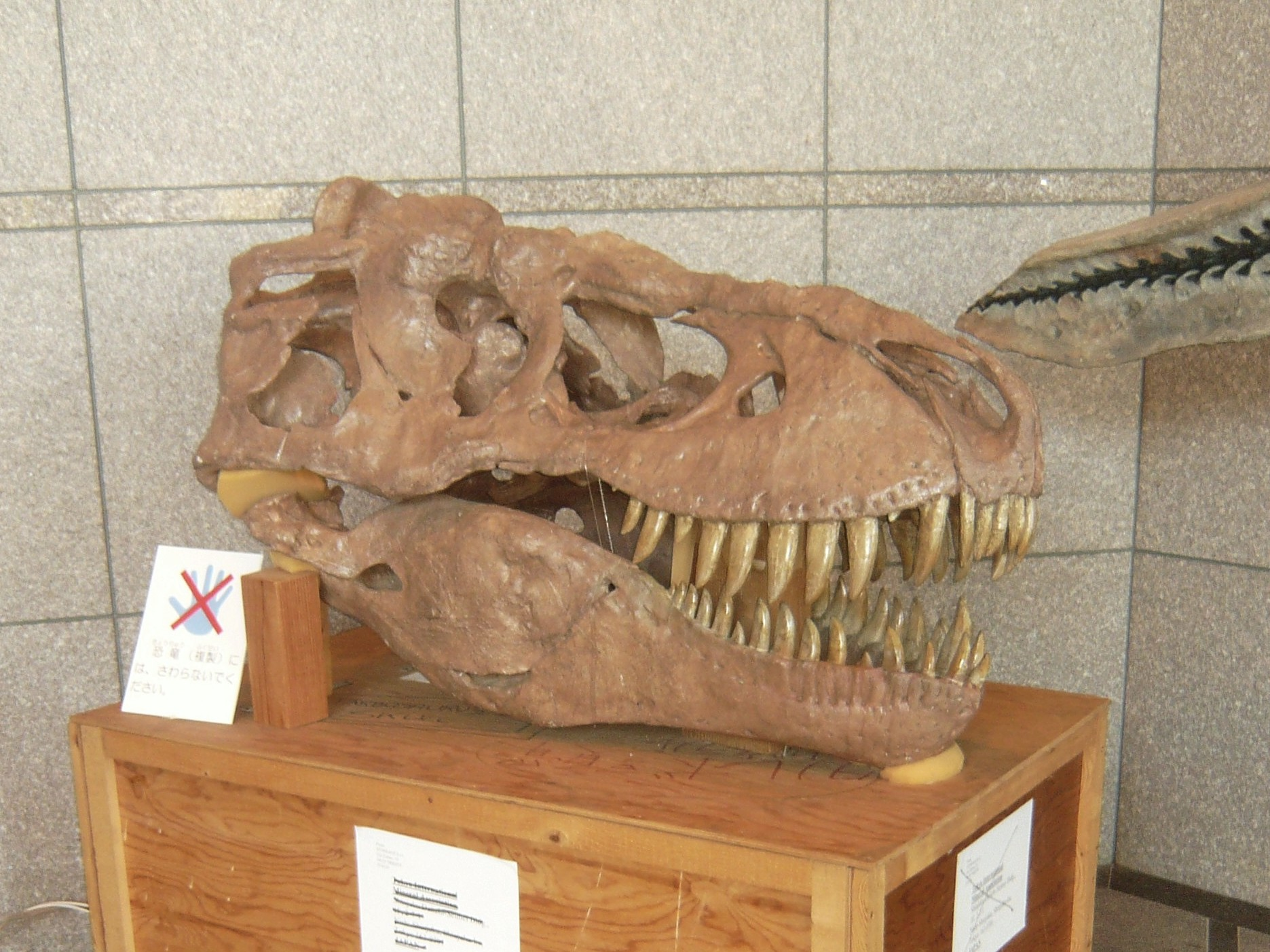
エントランスホールに展示してあるタルボサウルスの骨格標本

岐阜県博物館（ぎふけんはくぶつかん、Gifu Prefectural Museum）は、岐阜県関市にある県営の博物館である。
岐阜県百年公園の園内にある。
1971年（昭和46年）3月、岐阜県置県100周年記念事業として博物館建設が決定し、1976年（昭和51年）5月5日開業する。

## 概況
- 本館とマイ・ミュージアム棟の2つの建物で構成され、本館3階とマイ・ミュージアム棟3階が渡り廊下で結ばれている。館外施設として自然観察のこみち、旧徳山村民家がある。
- 本館には、自然展示室、人文展示室、特別展示室、企画展示室、みんなの部屋、図書資料室などがある。
- マイ・ミュージアム棟には、マイミュージアムギャラリー、けんぱくホールがある。
- 岐阜県博物館の入り口手前には、長さ約90m、傾斜約25度という急坂があり、高齢者や障害者には不便であった。そこで、2002年（平成14年）に無料のスロープカーを設置し、高齢者、障害者も安心して入館できるようになった。
- 博物館法上の博物館（登録博物館）である[2]。また、岐阜県独自の岐阜県まちかど美術館・博物館に登録されている。

## 施設概況

### 本館
建物は1973年（昭和48年）8月起工、1975年（昭和50年）7月竣工。3階建の建物であるが、開館当初から1994年（平成6年）までは地下1階地上1・2階と表記されていた。マイ・ミュージアム棟の完成に伴い、玄関はマイ・ミュージアム棟の玄関に統一。従来の玄関は団体専用入口に変更し、地上1・2・3階に表示を変更。2012年（平成24年）からは地上2・3・4階に表示を変更している。
4階
- 人文展示室
- 特別展示室
- 企画示室
- 図書資料室
- 特別収蔵庫
- 休憩ラウンジ

3階
- 自然展示室（1・2）
- みんなの部屋
- 講 堂
- 研修室
- 収蔵庫（第6）
- メインホール

2階
- 収蔵庫（第1 - 6）
- 空調電気機械室

### マイ・ミュージアム棟
建物は1994年（平成6年）1月起工、1995年（平成7年）3月竣工。4階建の建物である。
4階
- 収蔵庫

3階
- けん ぱくホール
- 調整室

2階
- マイミュージアムギャラリー
- 控室
- 収蔵庫

1階
- エントランスホール

### 自然観察のこみち
「館内における“郷土の自然”の展示に対応し自然環境の中に生きた展示物として、季節とともに移り変わる自然のすがたを観察できるようにした場」として開業時に整備された。本館とマイ・ミュージアム棟の周りにツツジの群生地、百草園、マンサクの林、見晴台、全長約830ｍの小路などが整備されている。

### 旧徳山村民家
旧徳山村の民家（木造平屋一部2階建茅葺）である。かつての所在地は徳山村大字戸大字村内であり、幕末から明治初期の建物と推測され、延床面積は197.48m2、建築面積は120.97m2。徳山の生活を後世に語り継ぐため、宮川家から家屋の提供を受け移築復元。1987年（昭和62年）9月17日竣工、同年10月7日から公開。徳山村の生活用具なども展示する。建物は2018年（平成30年）11月2日に国登録有形文化財「旧宮川家住宅主屋」に指定されている。
老朽化のため長らく内部非公開であったが、2019年（令和元年）より整備事業を進められ、2022年（令和4年）11月より外観及び内部の修復工事が行われている。公開は令和6年度の予定、2024年（令和6年）4月27日より公開を再開する。

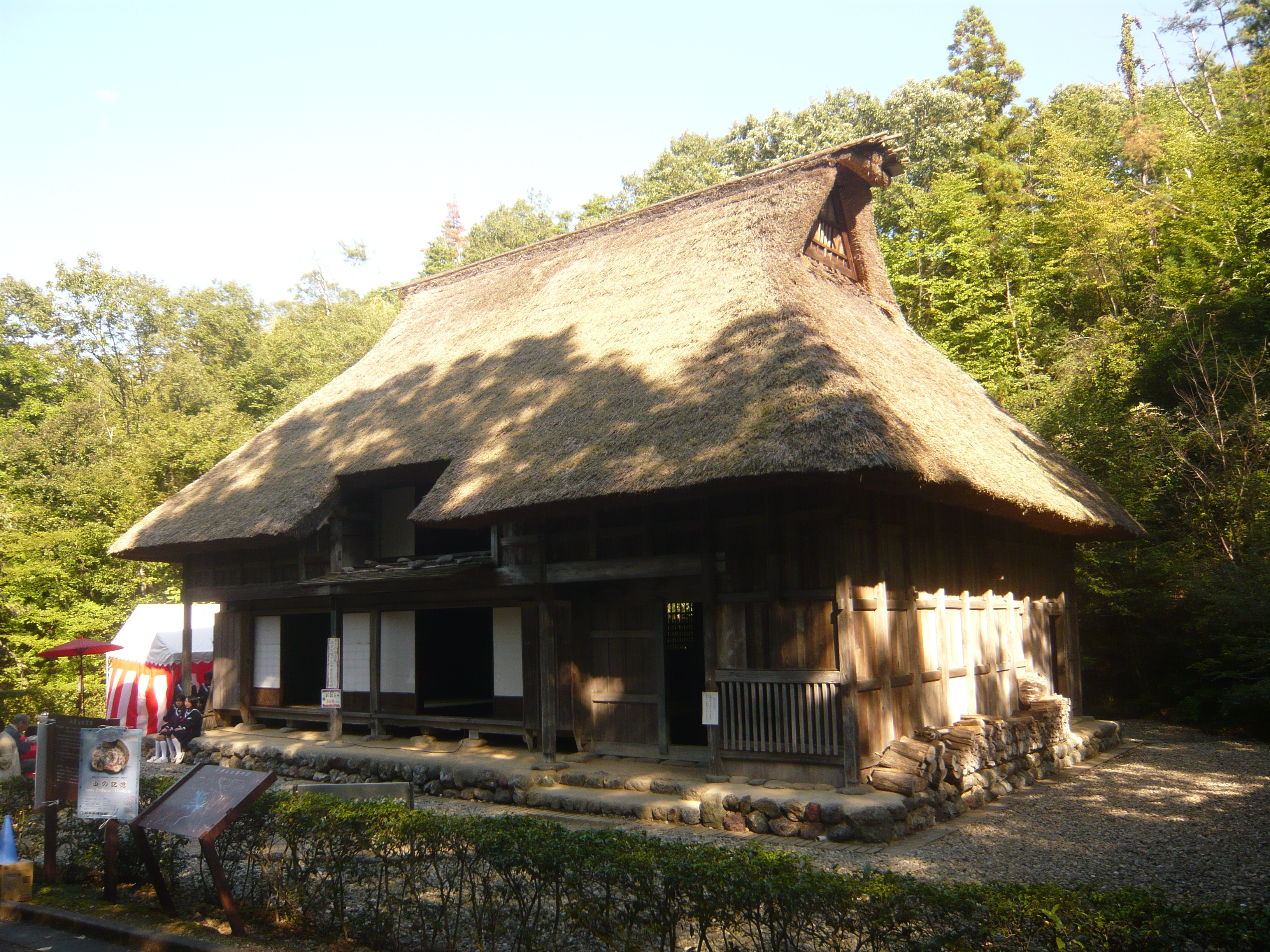
旧徳山村民家（旧宮川家）

## 略歴
- 1976年（昭和51年）5月5日 - 岐阜県博物館開館。
- 1985年（昭和60年）10月 - 入館者数が100万人を達成[3]。
- 1987年（昭和62年）10月 - 旧徳山村民家を移築。
- 1995年（平成7年）7月17日 - 通産省補助事業により全国で6カ所設置された「マルチメディア情報センター」のひとつとして、新館「マイ・ミュージアム」が開館。
- 2000年（平成12年）11月 - 入館者数が200万人を達成[3]。
- 2002年（平成14年） - 入り口手前の坂に無料のスロープカーを設置。
- 2003年（平成15年） - スロープカーの愛称が「らくらく号」に決まる。
- 2009年（平成21年） - マイ・ミュージアム4階のマルチメディアスタジオを廃止。跡地は2012年（平成24年）に収蔵庫となる。
- 2018年（平成30年）5月 - 入館者数が300万人を達成[3]。
- 2025年（令和7年） - 7月13日に岐阜県百年公園内で電気系統に不具合が発生し、博物館を含む園内全域で停電が発生。公園の一部は同月30日に再開したが、博物館の停電の復旧の見込みがたたないため、7月15日から9月末迄臨時休館となる。

## 施設情報

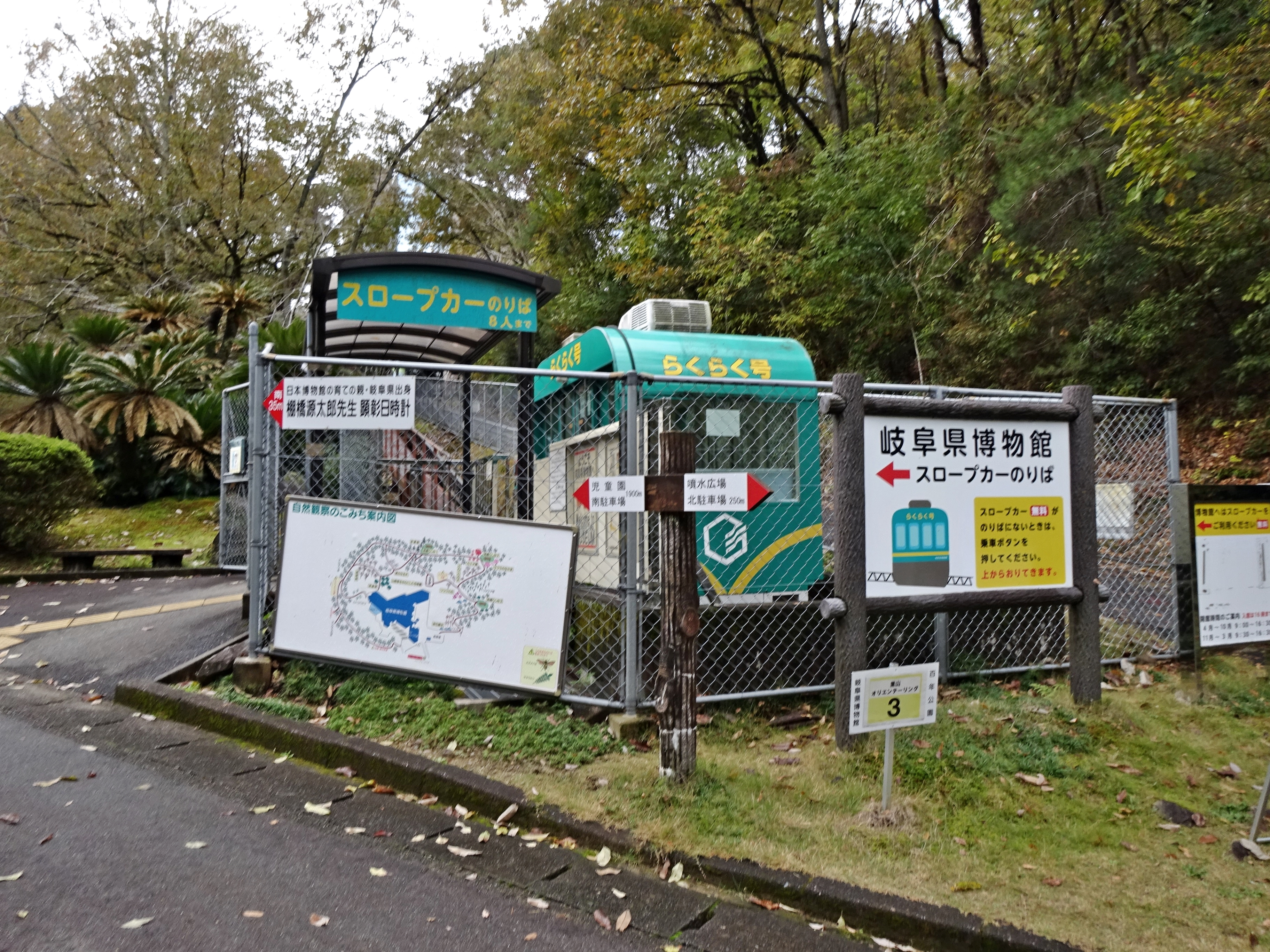
スロープカーを利用すれば急坂を回避して行くことができる（無料）

### 本館・マイ・ミュージアム
開館時間
- 午前9時-午後4時30分　（4月-10月）
- 午前9時30分-午後4時30分　（11月-3月）

休館日
- 毎週月曜日（月曜日が祝日の場合はその翌日）、祝日の翌日、年末・年始

入館料
- 本館：大人340円、大学生110円、小中高生無料

特別展開催時は別料金
- マイ・ミュージアム：無料

### 旧宮川家住宅
開館時間
- 午前9時-午後4時 （4月-10月）

休館日
- 毎週月曜日（月曜日が祝日の場合はその翌日）、祝日の翌日、年末・年始

入館料
- 無料

## 交通

### 公共交通機関
- 岐阜バス「小屋名」バス停下車。徒歩15分。
  - 東海道本線・高山本線岐阜駅、又は名古屋鉄道名古屋本線・各務原線名鉄岐阜駅より、岐阜美濃線【B87】「中濃庁舎」行き、岐阜関線【B81】「せき東山」・【B83】「岐阜医療科学大」行き。
- 関市内巡回バス「百年公園」バス停下車。
  - 長良川鉄道関駅（関シティターミナル）より、「11 わかくさ・小金田線」「12 わかくさ・千疋線」。

### 自動車
- 東海北陸自動車道関ICから北口駐車場までおよそ3km。南口駐車場までおよそ1.5km。